# 事業税
事業税（じぎょうぜい）は、地方税法（昭和25年7月31日法律第226号）の昭和29年改正（昭和29年法律第95号「地方税法の一部を改正する法律」）に基づきに基づき、法人の行う事業及び個人の行う一定の事業に対して、その事業の事務所又は事業所の所在する道府県が課す税金である。前身は戦前の営業税で、昭和23年に名称が事業税に変更された。
シャウプ勧告に基づく税制改革で生まれた昭和25年の地方税法で、道府県税は「第二章　道府県の普通税」の第一節に附加価値税を置き、附加価値税を中心に道府県の普通税を構成することにされた。ただ附加価値税の課税環境が整うのに期間がかかると考え、最後の第6章に「昭和二十五年度及び昭和二十六年度において課する事業税及び特別所得税」を置き、経過的に事業税を課した。しかし、附加価値税はその後も導入が延期され、実施されないまま昭和29年改正で規定が削除され、事業税の規定が第2章に移されて復活する、という経過を辿っている。 
個人の事業に対して課すものを個人事業税・法人の事業に対して課すものを法人事業税と呼ぶことが多いが、法文上は同一の税目であるため一つの項目で解説する。
法人税における所得の計算上、道府県民税と異なり事業税は損金算入が認められている（法人税法38条2項）。また、同様に所得税における事業所得・不動産所得・山林所得・雑所得の計算上、事業税は必要経費への算入が認められている（所得税法45条）。
なお法人事業税は、法人道府県民税・地方法人特別税・特別法人事業税とともに、申告・更正・決定等について課税実務上きわめて大きな関連性がある。（俗に、法人二税、或いは国税の地方法人特別税・特別法人事業税を含めて、法人三税と言われる。また、法人三税というと、法人税、住民税、事業税を指すこともある。）

## 課税標準（原則）
- 個人
  - 法定業種：前年中の事業の所得（290万円をこえる場合のみ）
  - 法定業種以外：非課税
- 法人
  - 一般の法人：所得、清算所得
  - 資本金・出資金額が1億円を超える法人：外形標準課税（平成16年4月1日以降に開始する事業年度より適用：後述）
  - 電気供給業、ガス供給業、生命保険業及び損害保険業を営む法人：収入金額

課税標準となる所得は、原則として所得税（個人事業主の場合）・法人税（法人の場合）の例によって算出する。但し、政策上・課税技術上の観点等から
- 個人・法人の双方について、林業にかかる所得は非課税である。
- 鉱業から生ずる所得も個人・法人とも非課税である（ただし、製錬は課税される）。
- 個人および医療法人等の一部法人について、社会保険診療等にかかる収入・経費は所得の計算時に算入しない。
- 個人について、事業主控除という年額290万円(事業所得の計算期間が1年に満たない場合は月割)の所得控除が設けられている。
- 個人について、青色申告特別控除を認めない。
- 法人について、課税された所得税額の損金算入を認めない。
- 法人について、連結納税を認めない。

など、いくつかの例外がある。

### 個人事業税の税率
個人事業税の税率は全国同一である。2020年の計算式は以下の通り。
個人事業税額 = 税率
　×（事業所得
　＋不動産所得
　＋雑所得のうち事業による所得
　＋所得税の事業専従者給与（控除）額
　－個人事業税の事業専従者給与（控除）額
　＋青色申告特別控除額（青色申告の場合）
　－繰越控除
　－事業主控除（年290万円））
個人事業税の事業専従者給与（控除）額 は事業主と生計を一にする親族の方が専らその事業に従事するときに控除できる。
- 青色申告の場合：その給与支払額（所得税の事業専従者給与額）
- 白色申告の場合：配偶者の場合は86万円、その他の方の場合は1人50万円

2019年の個人事業税の税率（地方税法第72条の2）。下記に該当しない事業は非課税（税率0%）である。不動産貸付業と駐車場業は細かい認定基準がある。細かい業種も並んでいるが、物品販売業・製造業・請負業が広範囲の業種をカバーしている。所得税の確定申告で個人事業税も同時に申告できるが、事業所得と不動産所得は何も記載しないと税率5%の扱いになるので、税率5%以外は「非課税所得など」の欄に記載する必要がある。
第1種事業（税率5%）
物品販売業、保険業、金銭貸付業、物品貸付業、不動産貸付業、駐車場業、製造業、電気供給業、土石採取業、電気通信事業、運送業、運送取扱業、船舶ていけい場業、倉庫業、請負業、印刷業、出版業、写真業、席貸業、旅館業、料理店業、飲食店業、周旋業、代理業、仲立業、問屋業、両替業、公衆浴場業（むし風呂等）、演劇興行業、遊技場業、遊覧所業、商品取引業、不動産売買業、広告業、興信所業、案内業、冠婚葬祭業
第2種事業（税率4%）
畜産業、水産業、薪炭製造業
第3種事業（税率5%）
医業、歯科医業、薬剤師業、獣医業、弁護士業、司法書士業、行政書士業、公証人業、弁理士業、税理士業、公認会計士業、計理士業、社会保険労務士業、コンサルタント業、設計監督者業、不動産鑑定業、デザイン業、諸芸師匠業、理容業、美容業、クリーニング業、公衆浴場業（銭湯）、歯科衛生士業、歯科技工士業、測量士業、土地家屋調査士業、海事代理士業、印刷製版業
第3種事業（税率3%）
あん摩・マッサージ又は指圧・はり・きゆう・柔道整復その他の医業に類する事業、装蹄師業
上記の中で請負業が範囲が広い。請負の定義は民法第632条の「請負は、当事者の一方がある仕事を完成することを約し、相手方がその仕事の結果に対してその報酬を支払うことを約することによって、その効力を生ずる。」である。請負で無いものとして雇用や委任や準委任がある。個人事業税の第1種事業は元々は国税の営業税であった経緯があり、地方税に移管される段階で現行のような第1種事業から第3種事業までの分類が出来上がった。請負業は第1種事業に分類されていることから、昭和27年地方財政委員会より、請負業の範囲は限定的に解釈するものだと通達が出ている。
「事業税の第一種事業として列挙されたものは、商工業等のいわゆる営業の種類に属するものであって、請負業も右に準じ限定的に解することが妥当であるから、犬の調教師に対してこれを請負業として課税することは適当でない。また諸芸師匠業として課税することにも疑があるから政令で列挙すべきであり政令で列挙しなければ課税することは困難であると解する。（昭和27年7月23日　地方財政委員会税875号）」。
また、神奈川県では以下の4項目に当てはまる場合には請負業として課税すると通達が出ているが、個人事業税の請負業への該当性について争われた訴訟において、神奈川県が定める請負業の基準は、請負と準委任を区分するものとして適切ではないとされ採用されなかった（東京高裁令和2年11月18日判決。のちに上告不受理で確定）。
個人事業税の請負業について - 神奈川県ホームページ。
1. 営業の範囲に属するものである。
2. 資本的経営を行っている。
3. 仕事の計画及び遂行について独立性を有する。
4. 危険負担を有する。

画家は非課税であるが業務内容によってはデザイン業と見なされるなど、裁量次第となっている部分もある。
全国知事会では、個人事業税を業種別に分けるのは不公平かつ徴税事務の負担になり、都道府県の裁量でグレーゾーンの判定が変ることから、原則5%にするべきという要望を出しているが、非課税だった個人事業主が反対するため政治的に困難である、という議論が東京都税制調査会でなされている。

### 法人事業税の税率
下記、法人事業税の税率表は標準税率。都道府県によって様々だが、ある基準を満たすと、より税率の高い超過税率に変わる都道府県が存在する。超過税率は都道府県によって異なるが、標準税率は全国同一。資本金1億円超の普通法人はこの税率表ではなく外形標準課税が適用される。
東京都の平成28年4月1日から令和元年9月30日までに開始する事業年度の場合、下記条件で変わる。超過税率かどうか、軽減税率不適用法人かどうかで税率が変わる。
- 年所得額が2,500万円超 または 年収入金額が2億円超 → 超過税率
- 「資本金または出資金の額が1,000万円以上」かつ「事務所または事業所がある都道府県の数が3つ以上」 → 軽減税率不適用法人

| 区分                                                            | 年400万円以下 | 年400万円超～年800万円以下 | 年800万円超 |
| --------------------------------------------------------------- | ------------- | -------------------------- | ----------- |
| 所得課税法人 （資本金1億円以下の普通法人、公益法人等）          | 3.4%          | 5.1%                       | 6.7%        |
| 所得課税法人 （特別法人：協同組合等、医療法人）                 | 3.4%          | 4.6%                       | 4.6%        |
| 収入金額課税法人 （電気供給業、ガス供給業、保険業、貿易保険業） | 0.9%          | 0.9%                       | 0.9%        |

| 区分                                                            | 年400万円以下 | 年400万円超～年800万円以下 | 年800万円超 |
| --------------------------------------------------------------- | ------------- | -------------------------- | ----------- |
| 所得課税法人 （資本金1億円以下の普通法人、公益法人等）          | 3.5%          | 5.3%                       | 7.0%        |
| 所得課税法人 （特別法人：協同組合等、医療法人）                 | 3.5%          | 4.9%                       | 4.9%        |
| 収入金額課税法人 （電気供給業、ガス供給業、保険業、貿易保険業） | 1.0%          | 1.0%                       | 1.0%        |

### 都道府県間の分割
法人の事業所が2都道府県以上に存在する場合は、製造業の場合は課税対象額を従業員数に比例して各都道府県に分配した上で税率がかけられる。非製造業の場合、課税対象額の1/2は従業員数に比例して分配し、残りの1/2は事務所などの数に比例して分配した上で税率がかけられる。

## 課税標準の例外：事業の情況に応じた外形標準課税
一般の法人又は個人については、「事業の情況に応じ……資本金額、売上金額、家屋の床面積若しくは価格、土地の地積若しくは価格、従業員数等を課税標準とし、又は所得及び清算所得とこれらの課税標準とをあわせ用いることができる」こととされている（旧地方税法72条の19・地方税法72条の24の4）。 但し、このとき、通常の所得を課税標準とするときの租税負担と「著しく均衡を失することのないようにしなければならない」とされている（地方税法72条の22第9項）。
なお、事業の情況に応じない外形標準課税の導入に伴い、外形標準課税の対象となる法人に対してはこの例外は適用されないものとされた。

### 銀行税（俗称）
東京都が2000年4月に東京都における銀行業等に対する事業税の課税標準等の特例に関する条例で、大阪府が2000年6月に制定した、資金量5兆円以上の銀行業を営む法人に対する業務粗利益を課税標準とし3%の税率で課税するとする特例条例は、上記特例に基づくものである（報道等で俗に銀行税と呼ばれることがあるが、新たに法定外の税目を設けるものではないため、適当ではない）。但し大阪府は実際の課税には至っていない。
これに対して銀行側は、事業税は所得課税を常態とする応能課税であり上記特例はきわめて限定的に運用されるべきものであること・所得課税が適当でない「事業の情況」にないこと等を主張し、違憲・違法の課税であるとして条例の無効確認と税金の還付及び営業損害等の賠償を求め、東京都を提訴。当該裁判において東京高等裁判所において、事業税の応益性と「事業の情況」の存在を認めるものの、所得を課税標準にする場合に比して税負担が「著しく均衡を失」しており違法と判断する判決が出された。これを契機として最高裁判所では和解交渉が行われ、税率を条例施行時に遡って0.9%に引き下げ、納付済みの事業税額との差額を還付し還付加算金を支払う条件で2003年10月8日に和解が成立した。
外形標準課税の対象となる法人は上記特例の対象から外れるところ、東京都・大阪府に本店を置く銀行業を営む法人の全てが1億円を超える資本金を持つことから、銀行業に対する外形標準課税を定めた条例は廃止ないし空文化される可能性が高い。
なお、銀行側は大阪府に対しても同様の訴訟を起こしていたが、2004年3月29日に大阪府議会で税率を東京都の和解内容に準じて0.9%に引き下げる条例が制定されたことなどから、同年5月18日、銀行側より訴訟の取下書が提出され終結した。

## 外形標準課税
もともと事業税は「所得」を基に税額が算定されていた。ところが、不況による税収の伸び悩みや地方財政の悪化から、平成15年度の税制改正により、一定の法人については、いわゆる外形標準課税が導入されることとなった。

### メリット
- 課税サイドからみた外形標準課税のメリットは、赤字法人からも税収を上げることができるため、不況時にも一定の税収を見込むことができ都道府県財政が安定する点にある。実際に、黒字法人の割合が低水準（概ね30%強）で推移している一方で、地方税には応益税的な性質があるとされる。

- 納税者側からみたときのメリットとしては、税額に占める所得課税部分の割合が減少することから、黒字法人の場合には事業税の負担が従来より減少する。所得割の税率が引き下げられることから、所得金額が大きい企業にとっては、税負担が減少する（黒字の大企業にはプラス）。

### デメリット
- デメリットとしては、赤字法人の多い中小企業や、従業員数の多い鉄鋼業等の負担が重くなるとされる。ただし、日本国では中小法人への適用拡大は見送られており、現在は大企業のみの適用となっている。そのため赤字の大企業のみ負担が重くなる（赤字の大企業にはマイナス）。
- 税額の計算方法が複雑である。

なお、事業税の原型であった戦前の営業税（国税）は、外形標準課税を採ったために、明治・大正期に商工業者による反対運動がしばしば発生したために、営業純益に対する課税に改正された経緯があった。

### 外形標準課税の概要[11]
- 資本金1億円超の法人が対象
- 事業税及びその課税標準を3つに分割
  - 付加価値割の課税標準:各事業年度の付加価値額
    - 付加価値額 = 収益配分額 + 単年度損益 , 国外事業に帰属する付加価値額は控除される。
    - 収益配分額 = 報酬給与額 + 純支払利子 + 純支払賃借料 , 報酬給与額が収益配分額の70%超の法人は、雇用安定控除を行う。
    - 単年度損益 = 益金の額 - 損金の額

  - 資本割の課税標準:各事業年度の資本等の金額
    - 資本金等の金額 = 資本金（又は出資金）の金額 + （連結個別）資本積立金額
    - 持株会社については、資本金等の金額から（資本金等の金額×子会社株式の帳簿価額／総資産）を控除する。
    - 資本金等の金額が1,000億円超の法人については、課税標準を一定の方法で圧縮する。
    - 課税標準の上限は、1兆円とする。
    - 国外事業を行う法人については、国外における事業規模等を勘案して国内事業相当額のみに課税

  - 所得割の課税標準:各事業年度の所得及び清算所得

| 所得等の区分                   | 標準税率 | 東京都 | 制限税率 |
| ------------------------------ | -------- | ------ | -------- |
| 所得割（年400万円以下）        | 0.3%     | 0.395% | 0.6%     |
| 所得割（年400万円超～800万円） | 0.5%     | 0.635% | 1.0%     |
| 所得割（年800万円超）          | 0.7%     | 0.88%  | 1.4%     |
| 付加価値割                     | 1.2%     | 1.26%  | 2.4%     |
| 資本割                         | 0.5%     | 0.525% | 1.0%     |

| 所得等の区分                   | 標準税率 | 東京都 | 制限税率 |
| ------------------------------ | -------- | ------ | -------- |
| 所得割（年400万円以下）        | 0.4%     | 0.495% | 0.8%     |
| 所得割（年400万円超～800万円） | 0.7%     | 0.835% | 1.4%     |
| 所得割（年800万円超）          | 1.0%     | 1.18%  | 2.0%     |
| 付加価値割                     | 1.2%     | 1.26%  | 2.4%     |
| 資本割                         | 0.5%     | 0.525% | 1.0%     |

各都道府県の税率は標準税率～制限税率の間の税率になっている。

## 申告・納税

### 個人事業税
個人事業主（副業があるサラリーマンを含む）は、翌年3月15日までに事業の所得などを都道府県税事務所へ申告をする。但し、所得税の確定申告や住民税の申告をしたときは個人事業税の申告をする必要はない（各申告書の「事業税に関する事項」欄に必要事項を記入）。８月頃送付される納付書をもって、年2回の納期（第1期納期限 8月31日、第2期納期限11月30日）までに納付する。
また、年の中途で事業を廃止した場合は、基本的に廃止の日から1月以内（死亡の場合は4月以内）に個人事業税の申告がある。
個人事業税が生じる事業を開始した際には、税務署の開業届出書とは別に、事業開始等申告書を都道府県に提出する必要がある。

### 法人事業税
事業年度終了の翌日から2ヶ月以内に都道府県に確定申告書を提出し納税を行う。関連して法人事業税に対して税額が決まる地方法人特別税（2019年9月まで）または特別法人事業税（2019年10月より）も支払う必要がある。

## その他
- 税務署の調査により、所得税・法人税の修正申告等がなされた場合は、事業税の課税対象となった所得が変更されるため、法人の場合は1月以内に修正申告が必要となり、個人・法人ともに事業税を追加して納めることになる。
- 個人事業税は、対象事業が限定列挙してあるため、どの事業に該当するのか、事業といえるかどうか等判断が難しい場合がある。（例えば請負と雇用の区別、不動産貸付業等）